# Dear Maria, Count Me In
Dear Maria, Count Me In è un singolo del gruppo musicale statunitense All Time Low, pubblicato come secondo estratto dell'album So Wrong, It's Right.

## Video musicale
Un video musicale è stato pubblicato il 14 febbraio 2008. Il videoclip è stato diretto da Travis Kopach e mostra la band in uno strip club mentre guarda una stripper, interpretata da Gilli Messer, e degli alter ego dei membri della band stessa, dalla parte opposta del club. Nel corso del video le azioni degli alter ego diventano sempre più insensate, come guidare una motocicletta sul palco e lasciare uno scimpanzé fare la pole dance. Alla fine i quattro membri del gruppo si azzuffano in una rissa con gli alter ego, che vengono arrestati.

## Popolarità
Fin dalla sua pubblicazione il singolo è stato considerato un classico del pop punk e della band stessa, che conclude spesso i suoi concerti con questa canzone.
Nel gennaio 2021 la canzone è diventata virale su TikTok, ridandole nuova popolarità; questo fenomeno è stato indizio dell'incipiente riscoperta del genere, che ha contribuito al suo revival. È comparsa nella playlist editoriale di Spotify’s "Viral Hits", è tornata in classifica dopo tredici anni e ha guadagnato il doppio disco di platino.
Il 2 agosto 2024 la band ha pubblicato una nuova versione del brano, ri-registrata, intitolata Dear Maria, Count Me In (ATL's Version) e inclusa nella raccolta The Forever Sessions Vol. 1.

## Tracce
Download digitale
Testi di Alex Gaskarth, musiche di Alex Gaskarth, Jack Barakat, Rian Dawson, Zack Merrick.
1. Dear Maria, Count Me In – 3:02

Singolo digitale (Regno Unito)
1. Dear Maria, Count Me In – 3:02
2. Dear Maria, Count Me In (Connect Sets acoustic) – 3:28

Singolo dal vivo
1. Dear Maria, Count Me In (Live) – 6:46
2. Dear Maria, Count Me In (Live) – 5:29 – Video

## Classifiche
| Classifica (2008)          | Posizione raggiunta |
| -------------------------- | ------------------- |
| Stati Uniti (pop 100)      | 86                  |
| Classifica (2021)          | Posizione raggiunta |
| Regno Unito (rock & metal) | 3                   |

## Date di pubblicazione
| Nazione          | Data           | Formato                  | Etichetta        |
| ---------------- | -------------- | ------------------------ | ---------------- |
| Stati Uniti      | 6 maggio 2008  | radio                    | Hopeless Records |
| Regno Unito      | 12 maggio 2008 | download digitale        | Hopeless Records |
| America del Nord | 23 aprile 2010 | download digitale (live) | Hopeless Records |

## Formazione
- Alex Gaskarth – voce, chitarra
- Jack Barakat – chitarra ritmica
- Zach Merrick – basso
- Rian Dawson – batteria